# Notação polonesa
Notação Polonesa (no Brasil, em Portugal é Notação Polaca) ou Notação de Prefixo é uma forma de notação para lógica, aritmética e álgebra. É especialmente útil por não precisar de parênteses ou outros delimitadores para indicar os cálculos que devem ser realizados primeiramente, permitindo uma escrita fluída dos elementos da operação, mas mesmo assim não há ambiguidade quanto à ordem de resolução. Os operadores devem preceder os valores numéricos associados. O matemático polonês Jan Łukasiewicz criou essa notação em torno de 1920 para simplificar a lógica nas sentenças matemáticas. Não é muito usado na matemática convencional, mas muito usado na ciência da computação. 

## Notação
Como os operadores devem preceder os valores, a notação polonesa de soma é:
{\displaystyle \,\!{+}\ a\ b}
Enquanto a notação convencional (infixa) é:
{\displaystyle \,\!a+b}

## Ordem de operações
Quanto mais "interna" a operação, antes ela deve ser executada.
Então, a notação polonesa:
{\displaystyle \,\!\cdot \ {+}\ a\ b\ c} ou {\displaystyle \,\!\cdot \ c\ {+}\ a\ b}
Na notação convencional, ficaria, respectivamente:
{\displaystyle \,\!\left({a+b}\right)\cdot c} ou {\displaystyle \,\!c\cdot \left({a+b}\right)}